# NGC 1296
NGC 1296 (również PGC 12341) – galaktyka spiralna (Sab), znajdująca się w gwiazdozbiorze Erydanu. Odkrył ją w 1886 roku Francis Leavenworth.